# Giuseppe De Gradi
Giuseppe De Gradi (Casalpusterlengo, 23 gennaio 1958) è un ex calciatore e allenatore di calcio italiano, di ruolo centrocampista.

## Caratteristiche tecniche

### Giocatore
Era un regista ambidestro, di spiccate propensioni offensive e particolarmente abile sui calci piazzati.

## Carriera

### Giocatore
Cresciuto nella Cremonese sotto la guida di Battista Rota, dopo una stagione in prestito al Vigevano si impone come titolare nel campionato di Serie C1 1978-1979. Al termine del campionato De Gradi approda nella massima serie nelle file del Perugia, con cui debutta nella massima serie il 6 gennaio 1980 con una vittoria per 1 a 0 contro il Cagliari. Con gli umbri colleziona in tutto 21 presenze in Serie A, e dopo la retrocessione del 1981 passa per una stagione al Como, con cui disputa altre 21 partite mettendo a segno il suo unico gol nella serie maggiore, il 9 maggio 1982 contro il Cesena.

De Gradi capitano della SPAL a metà degli anni 1980

Torna per una stagione al Perugia, in Serie B (19 presenze), prima di scendere di nuovo in Serie C1 giocando per due anni nella SPAL allenata da Giovanni Galeone. Con la formazione ferrarese mette a segno 10 reti nella sua seconda stagione e indossa anche la fascia di capitano. Nel 1985 passa al Piacenza, ancora in Serie C1: in Emilia ritrova il suo mentore Rota e conquista una promozione in serie B (1986-1987) e una salvezza, pur condizionato da un grave infortunio che lo colpisce nel 1986.
Con l'addio di Rota al Piacenza, De Gradi passa al Lanerossi Vicenza, di nuovo in serie C1, dove ritroverà per qualche tempo il tecnico bergamasco. La stagione è negativa per la squadra, che si salva in extremis, e De Gradi finisce anche fuori rosa, salvo essere reintegrato a stagione in corso.
Dopo un anno ad Alessandria, emigra per cinque mesi in Svizzera a Bellinzona. Ritornato in provincia di Lodi porta il Casalpusterlengo Juventina in Promozione (1991) e termina la carriera al Fanfulla disputando il Campionato Nazionale Dilettanti.
In carriera ha totalizzato complessivamente 42 presenze ed una rete sia in Serie A sia in Serie B.

### Allenatore
Chiusa la carriera calcistica, intraprende quella di allenatore, partendo dalle giovanili del Piacenza nella stagione 1994-1995.
Dopo 6 anni nel settore giovanile, nella stagione 2000-2001 ricopre il ruolo di collaboratore tecnico di Walter Novellino, diventandone il vice nella stagione successiva. Segue poi il tecnico di Montemarano nelle sue successive panchine alla Sampdoria e al Torino.
Nel dicembre 2010 De Gradi diventa allenatore del Sant'Angelo, squadra che milita in Eccellenza lombarda con cui ottiene la salvezza; ciononostante, nella primavera 2011 non viene riconfermato per la nuova stagione.
Nel marzo 2013 torna a fare il vice di Novellino sulla panchina del Modena dopo l'esonero di Marcolin.
Il 5 ottobre 2017 diventa collaboratore tecnico di Stefano Rossini alla Vigor Carpaneto, formazione emiliana al debutto in Serie D.

## Palmarès

### Giocatore

#### Competizioni nazionali
- Campionato italiano Serie C: 1

Cremonese: 1976-1977 (girone A)
- Campionato italiano Serie C1: 1

Piacenza: 1986-1987 (girone A)

#### Competizioni internazionali
- Coppa Anglo-Italiana: 1

Piacenza: 1986